# ریس وابارا
ریس وابارا (انگلیسی: Reece Wabara؛ زادهٔ ۲۸ دسامبر ۱۹۹۱) بازیکن فوتبال اهل بریتانیا است.
از باشگاه‌هایی که در آن بازی کرده‌است می‌توان به باشگاه فوتبال بارنزلی، باشگاه فوتبال منچستر سیتی، باشگاه فوتبال ویگان اتلتیک، باشگاه فوتبال اولدهام اتلتیک، باشگاه فوتبال ایپسویچ تاون، باشگاه فوتبال دونکستر راورز، و باشگاه فوتبال بلکپول اشاره کرد.
وی همچنین در تیم‌های ملی فوتبال زیر ۱۹ سال انگلستان و زیر ۲۰ سال انگلستان بازی کرده‌است.